# Manoj Kamps
Manoj Kamps (Colombo, 1988) is een Nederlands-Sri Lankaanse queer dirigent en theatermaker.

## Jeugd
Kamps werd, een jaar na in Sri Lanka geboren te zijn, geadopteerd door een Nederlands stel uit Zeeland. In 1993 verhuisde het hele gezin naar Sri Lanka, waar Kamps tot 2002 op een internationale, op het Britse onderwijsstelsel geënte privéschool werd opgeleid. Op deze school begon Kamps, die uitblonk in zowel exacte vakken als talen en expressieve vakken, vrijwel meteen met theaterspel, zang/dans en op elfjarige leeftijd ook met pianospel bij docente Sureka Amerasinghe. Het gezin verhuisde in 2002 terug naar Zeeland, waar Kamps de middelbare school op een tweetalig Engels-Nederlands vwo aan het Pontes Goese Lyceum afrondde met veel nadruk op exacte vakken en Engelse literatuur. Tijdens het laatste schooljaar werd Kamps ook toegelaten tot de vooropleiding voor Jong Talent op het Koninklijk Conservatorium in Den Haag met als hoofdvakken piano, compositie en directie bij respectievelijk Kamilla Bystrova, Roderik de Man en Jos Vermunt.

## Opleiding
Kamps ving in 2006 tegelijkertijd aan met de studies wiskunde aan de Universiteit Utrecht en met compositie bij Calliope Tsoupaki aan het Koninklijk Conservatorium. In 2007 startte Kamps tevens met de studie koordirectie aan datzelfde conservatorium, bij Jos van Veldhoven en Jos Vermunt. Kamps brak in 2008 de studie wiskunde af om zich volledig op de muziek te richten en rondde in 2011 de studie koordirectie af met een 10 (summa cum laude). Hierna volgde tot 2014 een studie orkestdirectie aan hetzelfde instituut, bij Jac van Steen en Kenneth Montgomery. In dezelfde periode werd Kamps verder gecoacht in koordirectie door Daniel Reuss.
Kamps werd in 2015 voor twee jaar aangenomen als Junior Fellow in Orchestral Conducting aan het Royal Northern College of Music in Manchester, onder toezicht van Sir Mark Elder en Clark Rundell. In deze positie was Kamps in de gelegenheid zich verder te ontwikkelen als orkestdirigent door assistentschappen en repetities bij o.a. de Royal Liverpool Philharmonic, de BBC Philharmonic en de Hallé. Onderdeel van deze positie was ook het doceren van directie aan de bachelorstudenten, en het coachen van de postgraduate studenten orkest- en koordirectie. Aan dit instituut ontving Kamps masterclasses van o.a. Vasily Petrenko, Juanjo Mena en Mark Stringer.

## Ontwikkeling
In 2007 bereikte Kamps de finale van de compositiewedstrijd van het Groot Omroepkoor. In 2010 werd Kamps geselecteerd voor de eerste internationale dirigentenmasterclass van het Rundfunkchor Berlin met docenten Simon Halsey en Joe Miller, en begon spoedig veelvuldig te werken met ensembles als Cappella Amsterdam, het Nederlands Kamerkoor en Silbersee. In 2014 werd Kamps als stipendiaat van het Nederlands Wagnergenootschap uitgezonden naar de Bayreuther Festspiele, en nam onder de auspiciën van de Nationale Opera deel aan de academie voor theatermakers van het Festival d'Aix-en-Provence geleid door Martin Crimp. In datzelfde jaar ontving Kamps samen met twee collega's de Kersjes van de Groenekan Dirigentenprijs.
In 2016 sprong Kamps, op dat moment werkzaam als koordirigent bij het Nederlands Kamerkoor, in voor Iván Fischer bij een repetitie met het Concertgebouworkest. Later dat jaar assisteerde Kamps Fischer bij diens Konzerthausorchester in Berlijn. Kamps werd in 2017 uitgenodigd voor de eenmalige internationale masterclass voor operadirigenten gegeven door Carlo Rizzi in Waterloo, Amsterdam en Lissabon, en werd datzelfde jaar geselecteerd door Bernard Haitink om deel te nemen aan de gerenommeerde dirigentenmasterclass tijdens het Lucerne Festival.

## Loopbaan
Kamps is regelmatig te gast als dirigent bij Asko❘Schönberg, het Nederlands Kamerkoor, Cappella Amsterdam en Silbersee, en dirigeerde orkesten als de BBC Philharmonic, de Brussels Philharmonic, Ludwig, en de Ulster Orchestra, evenals de 2020-tournee van het Nederlands Studenten Orkest. Behalve in Nederland trad Kamps ook op in o.a. Duitsland, België, Frankrijk, Polen, het Verenigd Koninkrijk, de Verenigde Staten, Mexico en Japan.
In het veld van opera en muziektheater trad Kamps o.a. op bij de Nationale Opera, Nederlandse Reisopera en de Veenfabriek (o.a. als dirigent en muzikaal dramaturg van The Fairy Queen van Henry Purcell), Muziektheater Transparant (wereldpremière van Harriet van Hilda Paredes), het New Yorkse festival Prototype (semi-scenische première van MILA, Great Sorcerer van Andrea Clearfield) en het mixed-genrewerk Be With Me Now van het Festival d'Aix-en-Provence. Bij Opera North in Leeds is Kamps terugkerend associate conductor.

## Persoonlijk leven
Kamps identificeert zich nadrukkelijk als queer, non-binair en polyamoreus en wordt bij voorkeur aangeduid met genderneutrale voornaamwoorden; in het Engels met 'they/them' en in het Nederlands met hen/hun en die/diens. In 2018 publiceerde Kamps een uitgebreid persoonlijk artikel dat inging op de keerzijde van (schijnbaar) succes in de klassieke muziek en in het leven, waarin Kamps lang met depressie en een laag zelfbeeld worstelde. Kamps verklaart dit alles o.a. aan de hand van het queer, geadopteerd, hoogbegaafd en bicultureel zijn. Sindsdien is Kamps een uitgesproken voorvechter van meer diversiteit en openheid in de klassieke muziek op seksualiteits-, gender- en cultureel vlak. Daarnaast spreekt Kamps zich ook regelmatig uit tegen het stigma rondom hiv, als voorvechter van hiv-preventiemiddel PrEP, en andere LHBTQIAP+-gerelateerde zaken.